# Ga Bus Center-Mae
Ga Bus Center-mae (バスセンター前駅 Basu-sentā-mae-eki) là nhà ga tàu điện ngầm nằm ở Chūō, Sapporo, Hokkaidō, Nhật Bản. Nhà ga được đánh số T10.

## Bố trí ga
| G                                | Mặt đất                              | Lối vào/Lối ra                           |
| Sân ga                           | Sân ga 1                             | đi T11 Kikusui (Hướng đi Shin-Sapporo) → |
| Sân ga đảo, cửa sẽ mở ở bên phải |                                      |                                          |
| Sân ga 2                         | ← đi T09 Ōdōri (Hướng đi Miyanosawa) |                                          |

## Lịch sử
- 10 tháng 6 năm 1976: Nhà ga mở cửa cùng với thời điểm mở rộng Tuyến Tōzai từ Ga Kotoni đến Ga Shiroishi.[1]
- 4 tháng 12 năm 2008: Cửa chắn sân ga được lắp đặt và đưa vào sử dụng.[2]

## Xung quanh nhà ga
- Dinh thự cổ Nagayama, Công viên tưởng niệm Nagayama
- Tòa nhà Điện lực Hokkaido
- Trung tâm thương mại Sapporo Factory
- TV Hokkaido
- Nhà thi đấu trung tâm thành phố Sapporo
- Sapporo City Gallery (Bảo tàng)
- Nhà hát Hokkaido-Shiki

## Thống kê lượng hành khách
Theo Cục Giao thông vận tải Thành phố Sapporo, số lượng hành khách trung bình mỗi ngày trong năm tài chính 2020 là 7.810.
| Năm  | Lượng hành khách trung bình mỗi ngày | Nguồn |
| ---- | ------------------------------------ | ----- |
| 2008 | 7,390                                | [ 3 ] |
| 2009 | 7,279                                | [ 3 ] |
| 2010 | 7,392                                | [ 4 ] |
| 2011 | 7,445                                | [ 4 ] |
| 2012 | 7,757                                | [ 4 ] |
| 2013 | 8,199                                | [ 4 ] |
| 2014 | 8,476                                | [ 4 ] |
| 2015 | 8,764                                | [ 5 ] |
| 2016 | 9,268                                | [ 5 ] |
| 2017 | 9,597                                | [ 5 ] |
| 2018 | 9,845                                | [ 6 ] |
| 2019 | 9,752                                | [ 6 ] |
| 2020 | 7,810                                | [ 7 ] |

## Trung tâm xe buýt Odori
Trung tâm xe buýt Odori nằm ở phía trên của nhà ga.

### Xe buýt cao tốc
- Wakkanai/Hamanasu (đến Ga Wakkanai và Bến phà Wakkanai).[8]
- Esashi (đến Ga Otoineppu, Nakatonbetsu, Utanobori và Esashi).[9]
- Aurora (đến Nakashibetsu, Betsukai, Ga Attoko và Ga Nemuro).[10]
- Kushiro Tokkyu New Star (đến Ga Shiranuka, Ga Otanoshike và Ga Kushiro).[11]
- Setana (đến Oshamambe, Imakane, Kitahiyama và Setana).[12]
- Hakodate Tokkyu New Star (đến Ga Goryōkaku, Ga Hakodate và Yunokawa Onsen).[11]

## Hình ảnh

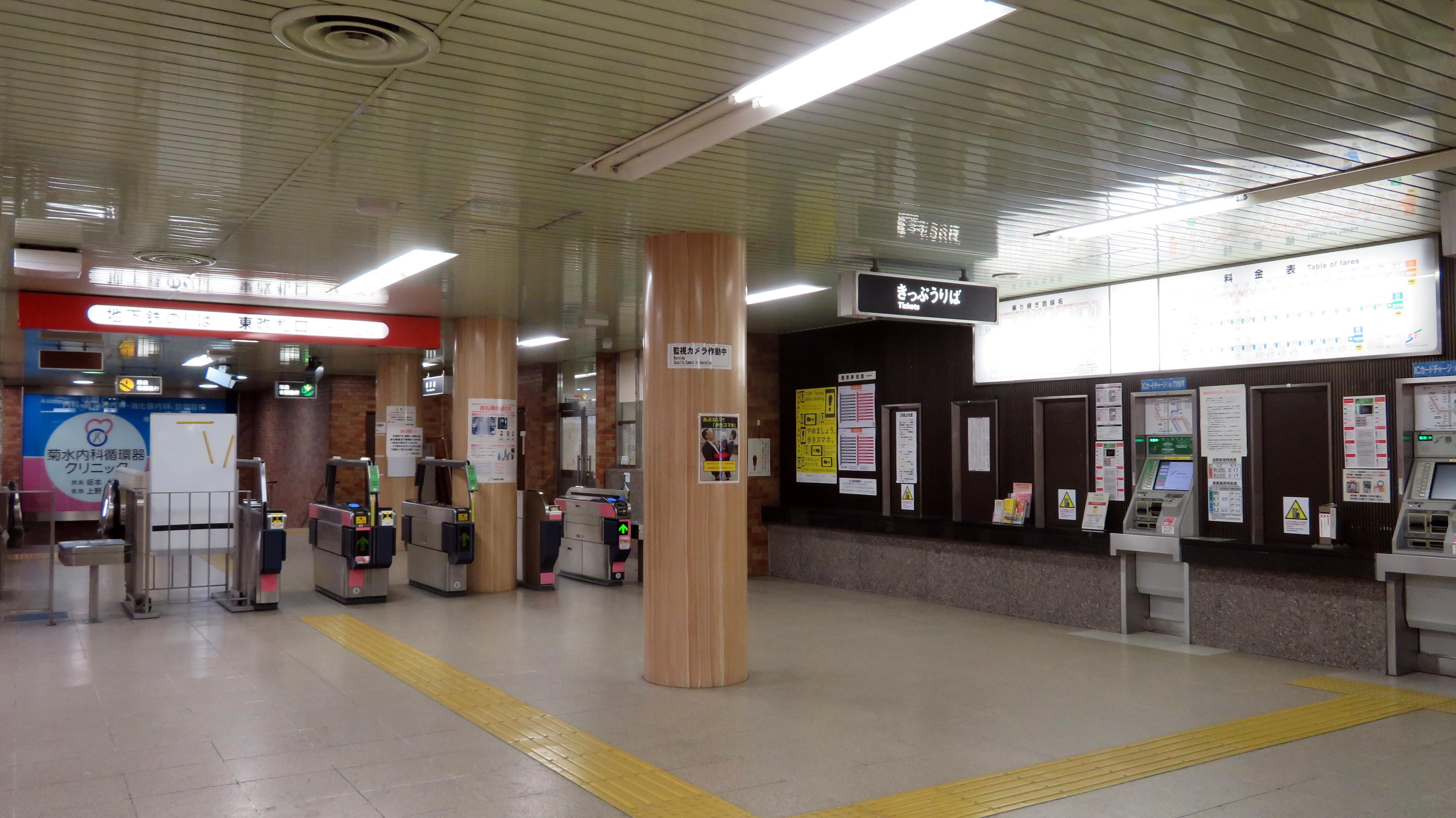
Cổng soát vé
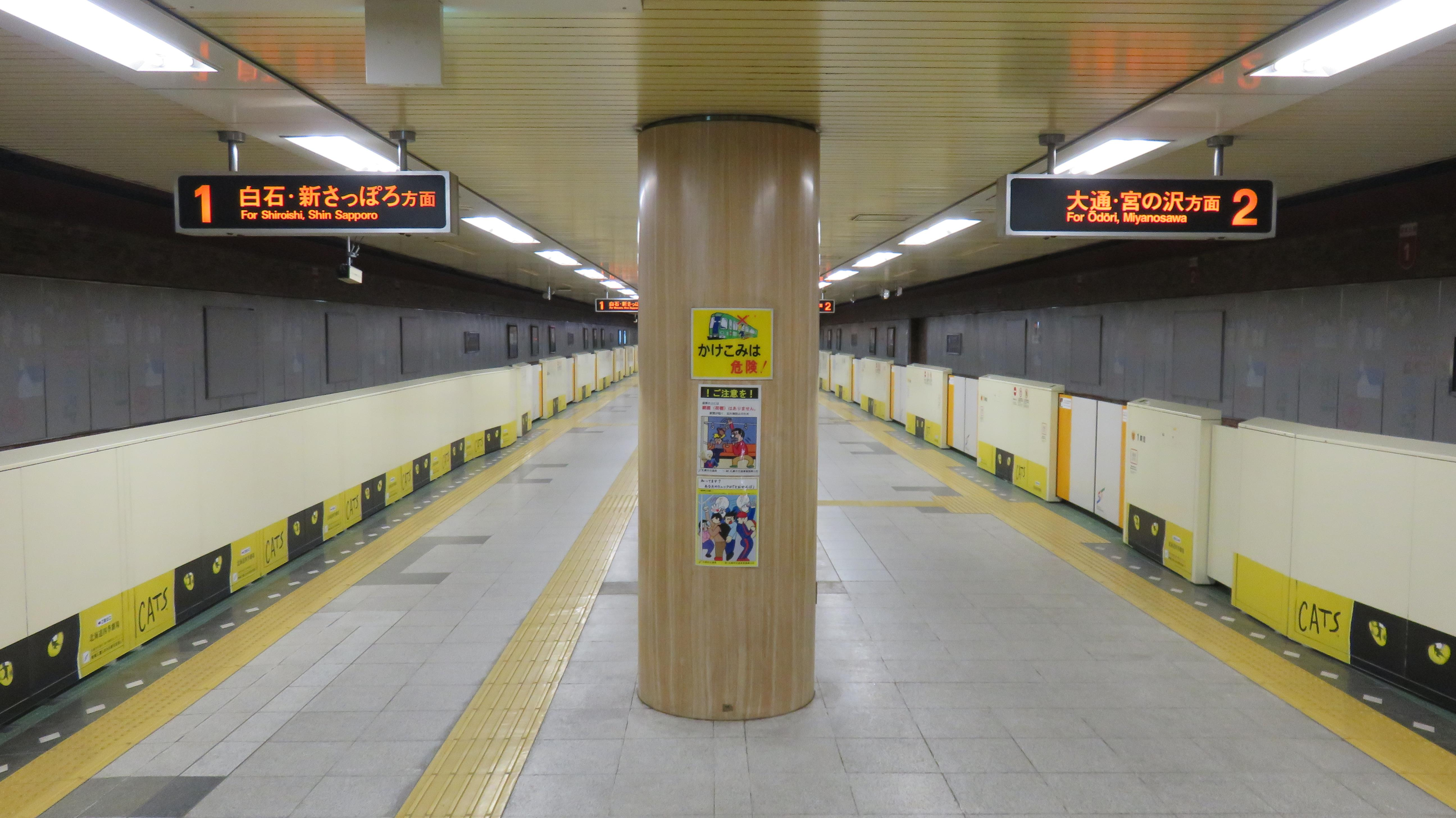
Sân ga
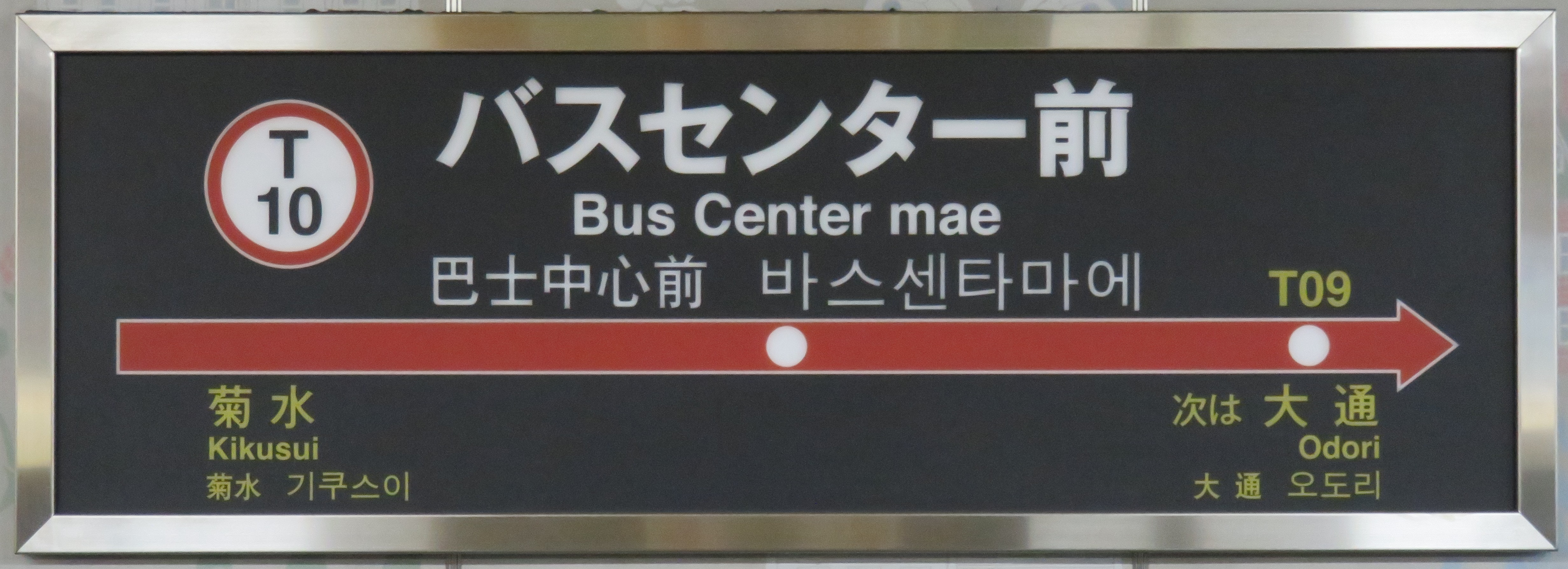
Biển tên của nhà ga
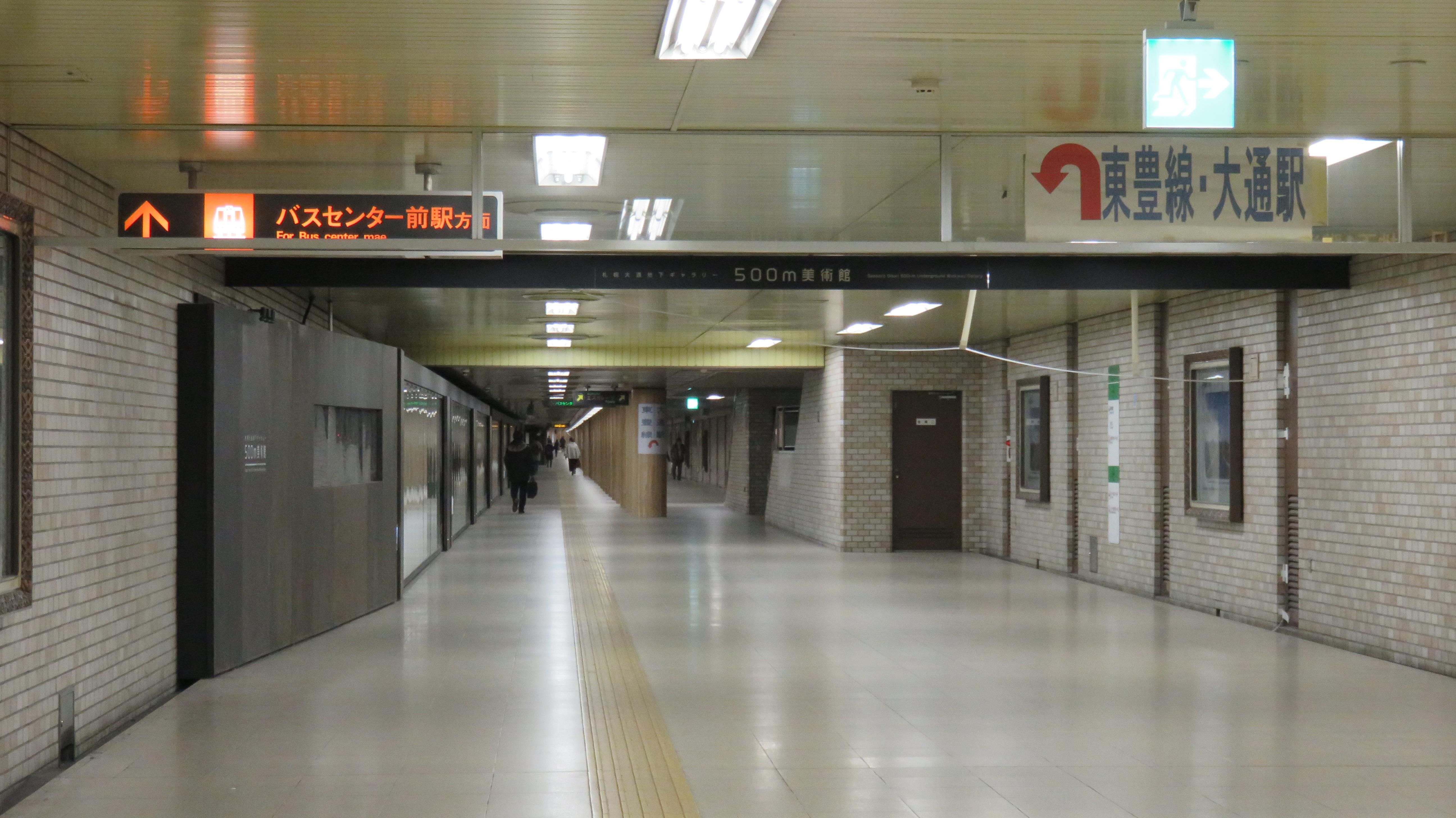
Lối đi từ Ga Odori nối với Ga Bus Center-Mae. Bạn có thể đi theo hướng ngược lại để đến Ga Susukino (Tuyến Namboku) mà không cần đi lên trên mặt đất.